# Сельское поселение Лучинское
Сельское поселение Лучинское — упразднённое муниципальное образование (сельское поселение) в Истринском муниципальном районе Московской области.
Административный центр — село Лучинское.

## Население
| 2006  | 2007  | 2008  | 2009  | 2010  | 2011  |
| ----- | ----- | ----- | ----- | ----- | ----- |
| 4505  | ↗4857 | ↘4816 | ↘4780 | ↘4631 | ↗4770 |
| 2012  | 2013  | 2014  | 2015  | 2016  | 2017  |
| →4770 | ↘4718 | ↗4762 | ↘4703 | ↘4695 | ↘4651 |

## География
Расположено в южной части района. Граничит с сельскими поселениями Костровским, Букарёвским, Бужаровским, Ивановским и городским поселением Истра, а также сельским поселением Ершовским Одинцовского района. Площадь территории сельского поселения — 8044 га.

## История
В ходе муниципальной реформы, проведённой после принятия федерального закона 2003 года «Об общих принципах организации местного самоуправления в Российской Федерации», в Московской области были сформированы городские и сельские поселения.
Сельское поселение Лучинское было образовано согласно закону Московской области от 28 февраля 2005 г. № 86/2005-ОЗ «О статусе и границах Истринского муниципального района и вновь образованных в его составе муниципальных образований»
В состав сельского поселения вошли 23 сельских населённых пункта Лучинского сельского округа. Старое деление на сельские округа было отменено позже, в 2006 году.
Законом Московской области от 22 февраля 2017 года № 21/2017-ОЗ, 11 марта 2017 года все муниципальные образования Истринского муниципального района — городские поселения Дедовск, Истра и Снегири, сельские поселения Бужаровское, Букарёвское, Ермолинское, Ивановское, Костровское, Лучинское, Новопетровское, Обушковское, Онуфриевское, Павло-Слободское и Ядроминское — были преобразованы, путём их объединения, в городской округ Истра.

## Состав
В состав сельского поселения Лучинское входило 23 населённых пункта: 9 посёлков, 1 село и 13 деревень.
| Вид     | Наименование                 | Население, чел. (2010) | ОКАТО          | Бывшая административная единица |
| ------- | ---------------------------- | ---------------------- | -------------- | ------------------------------- |
| деревня | Буньково                     | 51                     | 46 218 825 006 | Лучинский сельский округ        |
| деревня | Глинки                       | 10                     | 46 218 825 005 | Лучинский сельский округ        |
| деревня | Горшково                     | 2                      | 46 218 825 013 | Лучинский сельский округ        |
| деревня | Давыдовское                  | 56                     | 46 218 825 021 | Лучинский сельский округ        |
| посёлок | дома отдыха им. А. П. Чехова | 0                      | 46 218 825 019 | Лучинский сельский округ        |
| деревня | Котерево                     | 53                     | 46 218 825 016 | Лучинский сельский округ        |
| посёлок | Котово                       | 344                    | 46 218 825 015 | Лучинский сельский округ        |
| деревня | Котово                       | 35                     | 46 218 825 014 | Лучинский сельский округ        |
| посёлок | Красная Горка                | 63                     | 46 218 825 027 | Лучинский сельский округ        |
| деревня | Крючково                     | 32                     | 46 218 825 011 | Лучинский сельский округ        |
| деревня | Лукино                       | 2                      | 46 218 825 020 | Лучинский сельский округ        |
| село    | Лучинское                    | 414                    | 46 218 825 001 | Лучинский сельский округ        |
| деревня | Никулино                     | 134                    | 46 218 825 025 | Лучинский сельский округ        |
| посёлок | пансионата «Берёзка»         | 40                     | 46 218 825 026 | Лучинский сельский округ        |
| посёлок | Первомайский                 | 1832                   | 46 218 825 022 | Лучинский сельский округ        |
| деревня | Петушки                      | 21                     | 46 218 825 003 | Лучинский сельский округ        |
| посёлок | Пионерский                   | 272                    | 46 218 825 023 | Лучинский сельский округ        |
| деревня | Рожново                      | 19                     | 46 218 825 007 | Лучинский сельский округ        |
| посёлок | Северный                     | 889                    | 46 218 825 024 | Лучинский сельский округ        |
| деревня | Слабошеино                   | 35                     | 46 218 825 017 | Лучинский сельский округ        |
| посёлок | Чеховский                    | 121                    | 46 218 825 002 | Лучинский сельский округ        |
| посёлок | Шёлковая Гора                | 66                     | 46 218 825 010 | Лучинский сельский округ        |
| деревня | Ябедино                      | 140                    | 46 218 825 004 | Лучинский сельский округ        |